# Деггенхаузерталь
Деггенхаузерталь (нем. Deggenhausertal) — община в Германии, в земле Баден-Вюртемберг. 

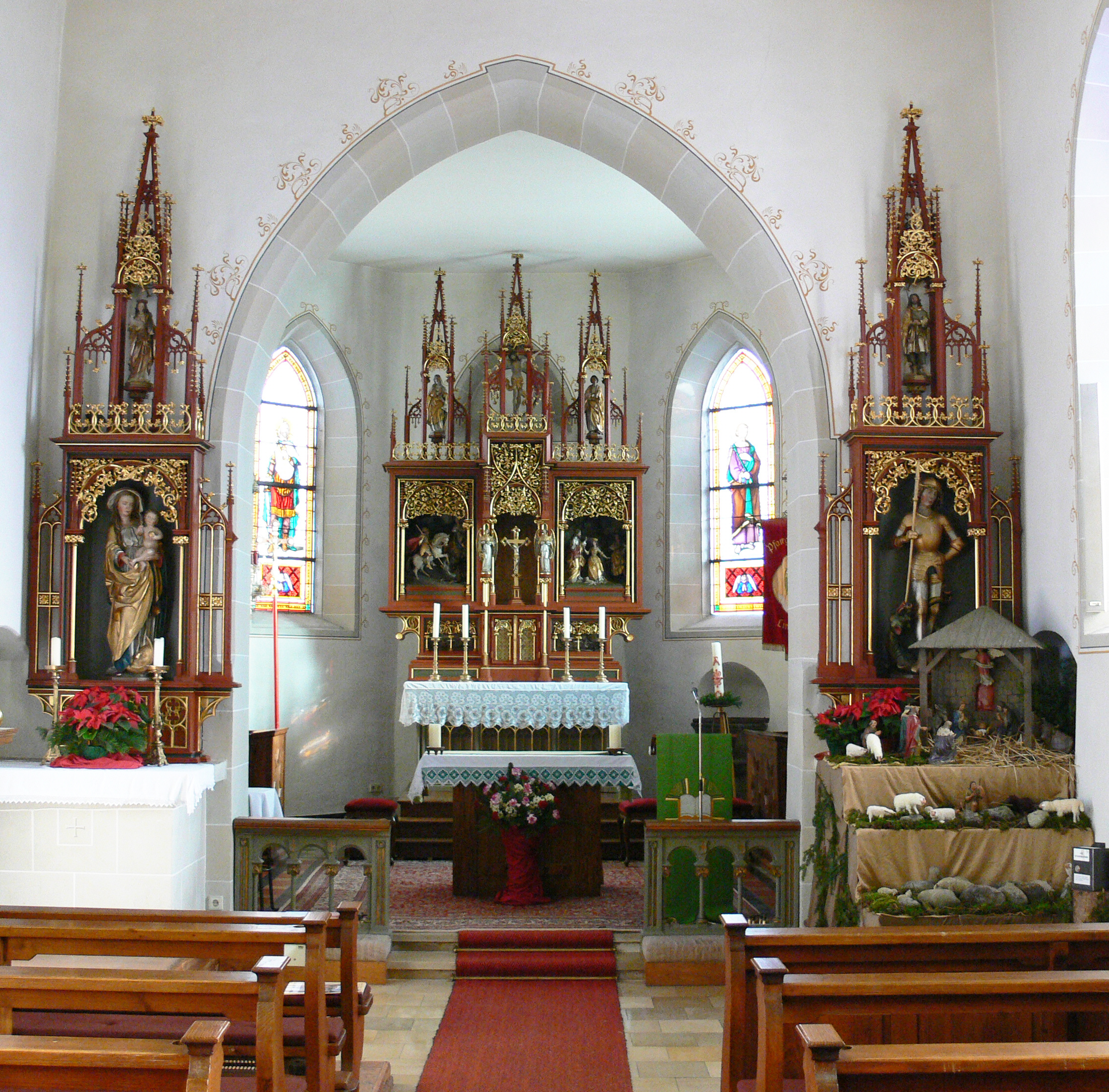
Деггенхаузерталь

Подчиняется административному округу Тюбинген. Входит в состав района Боденское озеро.  Население составляет 4298 человек (на 31 декабря 2010 года). Занимает площадь 62,18 км².
Коммуна подразделяется на 6 сельских округов.